# 기장도서관
기장도서관은 부산광역시 기장군 소재의 도서관이다.

## 연혁
- 2003년 2월 28일 개관.

## 시설현황
- 지상3층: 여자열람실, 남자열람실
- 지상2층: 종합 열람실
- 지상1층: 디지털 자료실, 어르신방
- 지하1층: 시청각실

## 이용 안내
이용 시간
- 디지털자료실,종합자료실
  - 화 ~ 금요일: 09:00 ~ 22:00
  - 토요일: 09:00 ~ 18:00
  - 일요일: 09:00 ~ 17:00
- 어린이자료실
  - 화 ~ 금요일: 09:00 ~ 20:00
  - 토요일: 09:00 ~ 18:00
  - 일요일: 09:00 ~ 17:00
- 열람실
  - 매일 : 07:00 ~ 23:00

휴관일
- 매주 월요일(열람실 제외), 정부 지정 공휴일
- 특별한 사유로 군수가 필요하다고 인정한 날